# Алеутський хребет
Алеутський хребет (англ. Aleutian Range) — гірський хребет на півострові Аляска (США), що є східним продовженням пасма Алеутських островів, прямує від озера Чакачамна до острова Унімак.
Довжина хребта становить близько 850 км. Хребет утворений пасмом молодих неоген-четвертинних вулканічних конусів заввишки до 2500-3000 м, що є у складі більшої Алеутської острівної дуги, 10 з них — діючі: Іліамна, Катмай, Павлова, Веніамінова, Шишалдіна тощо. Найвища точка — гора Редаут (3108 м).
У південно-західній частині хребет складається з піднятих і злившихся острівних брил, аналогічних брилам Алеутських островів. У північно-східній частині набуває брилово-складчасту будову.
Хребет почав формуватися вже в мезозої під час складчастості і складений мезозойськими породами, прорваними гранітоїдними інтрузіями. У пліоцені почалися потужні орогенні процеси, що сформували брилові структури хребта. Неогеновий, і плейстоценовий вулканізм отримав інтенсивний розвиток. Найбільші вершини є новітніми вулканами. По простяганню Алеутський хребет можна поділити на декілька відокремлених структур. З південного заходу на північний схід розташовуються структури: Моржовсько-Павловська, Веніаміновська, Аніяхшак-Чигінадацька, Катмайська, Іліамновська, масив Кукак-Денісон , брилова структура Кагуяк-Дуглас, Чигмітська.
Алеутські острови є (геологічно) частково зануреним західним розширенням хребта, який простягається на 1600 км. Проте офіційне позначення "Алеутський хребет" охоплює тільки материкові піки і піки на острові Унімак.
Хребет поділяють на три групи гір, з південного заходу на північний схід:
- Гори півострова Аляска та острову Унімак
- Гори Чигміт
- Гори Неакола

На північ від хребта Алеутського хребта розташовані гори Тордрілло, на південному сході є  Аляскинський хребет.
Серед гір хребта розташовано національний парк Катмай.
На вершинах вулканів лежать вічні сніги та льодовики. Схили покриті субарктичними луками та гірською тундрою.
Хребет був відкритий, покладений на карту і досліджений російськими першопрохідцями в XVII столітті.

## Дивись також
- Алеутська острівна дуга